# Lee Deok-hwa
Lee Deok-hwa (en hangul, 이덕화; nacido el 8 de mayo de 1952) es un actor surcoreano.

## Carrera
Lee Deok-hwa estudió teatro y cine en la Universidad de Dongguk e hizo su debut como actor en 1972. Junto con su padre, la estrella de cine Lee Ye-chun, protagonizó la película de terror de 1975 The Man with Two Faces.
En 1976, Lee y la actriz Im Ye-jin protagonizaron Never Forget Me y I Am Really Sorry, ambas películas de la serie «Really Really», que tratan sobre las aspiraciones y el amor de los adolescentes. Fueron éxitos de taquilla y muy populares entre los estudiantes de secundaria de esa generación. Lee había actuado previamente junto a Im en Red Shoes (1975) y continuó haciéndolo en Blue Classroom (1976), I've Never Feel Like This Before (1976), Angry Apple (1977), When We Grow Up... ( 1977), The First Snow (1977), The Hey Days of Youth 77 (1979) y Love's Scribble (1988).
Sus interpretaciones en películas posteriores le valieron algunos premios, como los tres Grand Bell Awards al mejor actor por Lost Love (también conocido como In the Name of Memory, 1989), Fly High Run Far (1991) y I Will Survive (1993). Lee también se convirtió en el primer actor coreano en ganar un premio en un festival internacional de cine en 1993, cuando fue elegido mejor actor en el Festival Internacional de Cine de Moscú por I Will Survive.
En la pantalla chica, Lee ganó el prestigioso Daesang (o «Gran Premio») por el drama contemporáneo Love and Ambition (1987) y la epopeya de época Han Myung-hoe (1994). En esta última aparece con uno de los muchos personajes históricos que Lee ha interpretado en su prolífica carrera, lista que incluye al primer ministro de Joseon, Han Myung-hoe, en Han Myung-hoe (1994), el dictador militar de Goryeo, Yi Ui-min, en Age of Warriors (2003), el general de la dinastía Tang Xue Rengui en Dae Jo Yeong (2006), el comandante militar de Goryeo Gang Gam-chan en Empress Cheonchu (2009) y el rey Dongmyeong de Goguryeo en The King of Legend (2010).
En 2005 Lee interpretó al presidente y dictador Chun Doo-hwan en la serie televisiva 5th Republic, dentro de un ciclo de MBC sobre la historia política coreana moderna. La Quinta República representa el período en que Chun estuvo en el poder como presidente, y describe cómo asumió el poder a través de un golpe militar y se vio obligado a renunciar después de una serie de movimientos democráticos. La serie fue controvertida y provocó reacciones encontradas. Algunos espectadores se quejaron de que personificar a Chun con el carismático Lee fue un intento de edulcorar la imagen del dictador, mientras que los antiguos ayudantes de Chun acusaron a MBC de distorsionar la historia.
En 2010 se reunió con el escritor de Dae Jo Yeong, Jang Young-chul, en el exitoso drama Giant, ambientado durante el auge económico de las décadas de 1970 y 1980 en Corea. Volvió a colaborar con Jang, junto con Lee Beom-soo, en la serie de 2012 History of a Salaryman, una peculiar comedia satírica de la Disputa Chu-Han de China en el contexto de la industria farmacéutica y el espionaje industrial.
En 2013, Lee recibió críticas entusiastas por su interpretación del rey Injo en el drama de época Blooded Palace: The War of Flowers, que se emitió en el canal de cable jTBC. En una conferencia de prensa antes de la transmisión, Lee dijo: «Injo es un rey que accedió al trono debido a la fuerza revolucionaria. No tenía una filosofía propia y era solo un rey títere. Es más interesante para mí retratar a un rey con el que no estamos familiarizados».
Lee también ha presentado programas de variedades, en particular la versión coreana de Dancing with the Stars durante tres temporadas, entre 2011 y 2013.

## Otras actividades
Lee fue presidente ejecutivo de la Asociación de Actores de Cine de Corea en 1995, y su presidente de 2009 a 2010. También se desempeñó como director del Festival Internacional de Cine de Chungmuro en Seúl (CHFFIS) de 2008 a 2009.
Lee se postuló para el Congreso en 1996 con el conservador Partido Nueva Corea, predecesor del Gran Partido Nacional, pero fue derrotado.
Hizo una campaña activa a favor de Lee Myung-bak durante las elecciones primarias y presidenciales de 2007, pronunció discursos públicos y asumió un puesto de asesor para la política de arte y cultura del equipo.
En 2009, Lee, Cho Jae-hyun, Choi Soo-jong, Sol Kyung-gu, Kim Hye-soo, Ahn Sung-ki y Park Joong-hoon impartieron cada uno una clase magistral de actuación en la facultad de Cine y Artes Im Kwon-taek de la Universidad de Dongseo . Todos ellos luego renunciaron a sus tarifas de conferencias y donaron el monto total a becas para jóvenes actores. Lee dijo que aceptó voluntariamente la solicitud de enseñar porque quería contribuir a la formación de jóvenes de talento para el futuro de la industria cinematográfica coreana, y que estaba orgulloso de donar sus honorarios a esa causa.

## Vida personal
El padre de Lee es el actor Lee Ye-chun (1919–1977). Su hija Lee Ji-hyun también es actriz.

## Filmografía

### Películas
| Año  | Título                              | Papel          | Notas         |
| ---- | ----------------------------------- | -------------- | ------------- |
| 1975 | Red Shoes                           |                |               |
| 1976 | The Man with Two Faces              |                |               |
| 1976 | Never Forget Me                     | Young Soo      |               |
| 1976 | Let's Talk About Youth              |                |               |
| 1976 | Seven Tomboys                       |                |               |
| 1976 | Seong Chun-hyang                    | Lee Mong-ryung |               |
| 1976 | Blue Classroom                      |                |               |
| 1976 | I Am Really Sorry                   | Tae Il         |               |
| 1976 | I've Never Felt Like This Before    |                |               |
| 1976 | Green Fallen Leaves                 | Kang Min       |               |
| 1977 | Angry Apple                         | Cheong         |               |
| 1977 | You Are the Moon, I Am the Sun      | Seung Il       |               |
| 1977 | When We Grow Up...                  | Young Soo      |               |
| 1977 | The First Snow                      | Ki Chul        |               |
| 1979 | The Hey Days of Youth 77            | Kwak Du-shik   |               |
| 1979 | We Took the Night Train             | Hyuk           |               |
| 1979 | Tomorrow After Tomorrow             | Gyu Hwa        |               |
| 1979 | The Rain at Night                   | Hwang Sa Bin   |               |
| 1981 | Two Sons                            |                | [ 25 ]        |
| 1983 | Wild Scoundrels of College          |                |               |
| 1984 | The Companion                       |                |               |
| 1987 | A Street Musician                   | Jung Tae       |               |
| 1988 | You My Rose Mellow                  | Jong Hwan      |               |
| 1988 | Love's Scribble                     | Dal Ho         |               |
| 1989 | Lost Love                           |                |               |
| 1989 | Happiness Does Not Come In Grades   | Ba Gil-hwa     |               |
| 1989 | Country of Fire                     | Baek Chan-gyu  |               |
| 1990 | I Stand Everyday                    | Jang Baek-soo  |               |
| 1990 | The Woman Who Walks on Water        | Jae Min        |               |
| 1991 | Fly High Run Far                    | Hae Wol        | [ 26 ]        |
| 1993 | I Will Survive                      | Man Seok       | [ 27 ] [ 28 ] |
| 1994 | I Wish for What Is Forbidden to Me  |                |               |
| 1994 | Life and Death of the Hollywood Kid |                |               |
| 1995 | The Rose of Sharon Blooms Again     | Presidente Hoo | Reparto       |
| 1996 | Cue                                 | Min Wook       |               |
| 2002 | Lesson                              | Wook Ki        | Reparto       |
| 2006 | Radio Star                          |                | [ 29 ]        |
| 2011 | Sunny                               |                | Cameo         |
| 2013 | Eating Talking Faucking             | [Filósofo]     | Reparto       |

### Series de televisión
| Año  | Título                                      | Papel                                    | Notas              | Ref.          |
| ---- | ------------------------------------------- | ---------------------------------------- | ------------------ | ------------- |
| 1980 | Ahrong-yi Darong-yi                         |                                          |                    |               |
| 1981 | Embrace                                     |                                          |                    |               |
| 1981 | 사랑합시다                                  |                                          |                    |               |
| 1982 | Regret                                      |                                          |                    |               |
| 1982 | Can't Forget                                |                                          |                    |               |
| 1982 | Women's History - Seogung Mama              | Príncipe Gwang Hae                       |                    |               |
| 1983 | Portrait of You                             |                                          |                    |               |
| 1983 | Father and Son                              | In Geun                                  | Reparto            |               |
| 1984 | Love and Truth                              |                                          |                    |               |
| 1985 | The Season of Men                           |                                          |                    |               |
| 1987 | Love and Ambition                           | Park Tae-soo                             | Reparto            |               |
| 1988 | 500 Years of Joseon - Queen Inhyeon         | Jang Hee-jae                             | Reparto            |               |
| 1989 | Happy Woman                                 | Park Jae-sub                             |                    |               |
| 1989 | Migratory Bird                              |                                          |                    |               |
| 1990 | The End of Love                             |                                          |                    |               |
| 1991 | Do You Know Eun Ha-su                       | Yoon Ji-woon                             |                    |               |
| 1991 | Angel Na Woon-gyu                           |                                          |                    |               |
| 1992 | Ambitions on Sand                           | No Gil-joon                              |                    |               |
| 1993 | Theme Series                                |                                          |                    |               |
| 1994 | Han Myung-hoe                               | Han Myung-hoe                            |                    |               |
| 1997 | Woman Next Door                             | Lee Ho-nam                               |                    |               |
| 1997 | Promise                                     |                                          |                    |               |
| 1998 | Hong Gil-dong                               | Im Sung-joong                            | Reparto            |               |
| 1998 | I Love You! I Love You!                     | Park Jong-hwan                           | Reparto            |               |
| 1999 | Wave                                        | Tío de Young No                          | Reparto            |               |
| 1999 | Magic Castle                                | Wang Dae-san                             | Reparto            |               |
| 1999 | LA Arirang                                  |                                          | Reparto            |               |
| 2000 | SWAT Police                                 | Park Tae-hyung                           | Reparto            |               |
| 2000 | Promise                                     | Huh Tae-heung                            | Reparto            |               |
| 2000 | Cheers for the Women                        |                                          |                    |               |
| 2001 | Ladies of the Palace                        | Yoon Won-hyung                           |                    |               |
| 2002 | Five Brothers and Sisters                   |                                          | Reparto            |               |
| 2003 | All In                                      | Kim In Dal                               | Reparto            |               |
| 2003 | Age of Warriors                             | Lee Ui Min                               |                    |               |
| 2004 | Into the Storm                              | Kim Sung Chul                            | Reparto            |               |
| 2004 | My Lovely Family                            | Song Min Sub                             | Reparto            |               |
| 2004 | First Love of a Royal Prince                | Presidente Choi Eun Chul                 | Reparto            |               |
| 2005 | 5th Republic                                | Chun Doo Hwan (11.º presidente de Corea) |                    |               |
| 2005 | Golden Apple                                | Park Byung Sam                           | Reparto            | [ 30 ] [ 31 ] |
| 2006 | Look Back With a Smile                      | Lee Duk Hwa                              |                    |               |
| 2006 | Dae Jo Yeong                                | Xue Ren Gui / "Tang"                     | Reparto            |               |
| 2008 | Formidable Rivals                           | President Kang Min Kook                  | Reparto            |               |
| 2008 | Aeja's Older Sister, Minja                  | Han Beom Man (marido de Ae Ja)           | Reparto            |               |
| 2008 | Hometown Legends: Gisaeng House Ghost Story | Kim Won Ik (ep. 6)                       |                    |               |
| 2009 | Empress Cheonchu                            | General Kang Gam Chan                    | Reparto            |               |
| 2010 | Giant                                       | Hwang Tae-sop                            | Reparto            |               |
| 2010 | Legend of the Patriots                      | Park Woong                               |                    |               |
| 2010 | The King of Legend                          | King Dong Myung-sung                     | Reparto            |               |
| 2011 | Midas                                       | Kim Tae Sung                             | Reparto            |               |
| 2011 | Spy Myung-wol                               | Presidente Joo                           | Reparto            |               |
| 2012 | History of a Salaryman                      | Jin Shi-hwang                            | Reparto            |               |
| 2012 | 21st Century Family                         | Lee Duk-hwa                              |                    |               |
| 2012 | May Queen                                   | Jang Do-hyun                             | Reparto            |               |
| 2013 | King of Ambition                            | Baek Chang-hak                           | Reparto            | [ 32 ]        |
| 2013 | Blooded Palace: The War of Flowers          | King In Jo                               |                    |               |
| 2013 | Secret Love                                 | Presidente Jo Han Il                     | Reparto            | [ 33 ]        |
| 2013 | Prime Minister and I                        | Presidente Na                            | Cameo              | [ 34 ]        |
| 2014 | Wonderful Day in October                    | Lee Shin-jae                             |                    |               |
| 2014 | Hotel King                                  | Lee Joong-goo                            |                    |               |
| 2015 | My Heart Twinkle Twinkle                    | Lee Jin-sam                              | Reparto            | [ 35 ] [ 36 ] |
| 2015 | Brilla o enloquece                          | Wang Shik-ryum                           |                    | [ 37 ]        |
| 2015 | Hyde, Jekyll, Me                            | Goo Myung-han                            | Reparto            | [ 38 ]        |
| 2015 | Mujeres crueles                             |                                          | Cameo (ep. 21-22)  |               |
| 2015 | The Merchant: Gaekju 2015                   | Shin Seok-joo                            |                    |               |
| 2016 | Monster                                     | Hwang Jae-man                            | Reparto            | [ 39 ]        |
| 2016 | Squad 38                                    | Presidente Wang                          | Cameo              |               |
| 2017 | Innocent Defendant                          |                                          | Cameo              |               |
| 2017 | Suspicious Partner                          | Byun Young-hee                           | Reparto            | [ 40 ]        |
| 2017 | Hit the Top                                 | Lee Soon-tae                             | Reparto            |               |
| 2017 | Judge vs. Judge                             | Do Jin-myung                             | Reparto            | [ 41 ]        |
| 2018 | Welcome to Waikiki                          | Padre de Joon Ki                         | Cameo (ep. 4)      | [ 42 ]        |
| 2018 | Nice Witch                                  | Oh Pyung-pan                             | Reparto            | [ 43 ] [ 44 ] |
| 2019 | Love in Sadness                             | Yoon Hyung-chul (padre de Ma Ri)         | Reparto            |               |
| 2021 | The Red Sleeve                              | Rey Yeongjo                              | Reparto            | [ 45 ]        |
| 2022 | Propuesta laboral                           | Presidente Kang Da-goo                   | Reparto            | [ 46 ] [ 47 ] |
| 2022 | Abogado por un dólar                        | Baek Hyun-moo                            | Reparto            | [ 48 ] [ 49 ] |
| 2023 | Stealer: The Treasure Keeper                | Kim Young-soo                            | Reparto            | [ 50 ] [ 51 ] |
| 2023 | 7 Escape                                    | Bang Chil-sung                           | Protagonista       | [ 52 ] [ 53 ] |
| 2024 | Jeong-nyeon: The Star Is Born               | Padre de Gongseon                        | Aparición especial | [ 54 ]        |

### Espectáculos de variedades
| Año           | Título                                                | Notas                               | Ref.   |
| ------------- | ----------------------------------------------------- | ----------------------------------- | ------ |
| 1981-1984     | Show 2000                                             |                                     |        |
| 1983-1985     | MBC Campus Song Festival                              | Presentador                         |        |
| 1985-1991     | Saturday Saturday is Fun                              |                                     |        |
| 1991-1992     | Show Seoul Seoul                                      |                                     |        |
| 2010          | Chuseok Special: Story Show 부탁해요                  |                                     | [ 55 ] |
| 2011          | Special Feature: 7080 Idol Stars, King of Pop Singers |                                     |        |
| 2011-2013     | Dancing with the Stars                                |                                     |        |
| 2017-presente | City Fisherman                                        | Miembro del reparto, temporadas 1–4 | [ 56 ] |
| 2021          | Hello Trot                                            | Presentador con Bae Seong-jae       | [ 57 ] |

### Premios y nominaciones
| Premio                                  | Año  | Categoría                                       | Papel                    | Resultado | Ref.   |
| --------------------------------------- | ---- | ----------------------------------------------- | ------------------------ | --------- | ------ |
| Baeksang Arts Awards                    | 1985 | Actor más popular - televisión                  | Love and Truth           | Ganador   |        |
| Baeksang Arts Awards                    | 1987 | Actor más popular - televisión                  | Love and Ambition        | Ganador   |        |
| Baeksang Arts Awards                    | 1988 | Mejor actor - cine                              | You My Rose Mellow       | Ganador   |        |
| Baeksang Arts Awards                    | 1992 | Actor más popular - cine                        | Fly High Run Far         | Ganador   |        |
| Baeksang Arts Awards                    | 2022 | Mejor actor de reparto - televisión             | The Red Sleeve           | Nominado  | [ 58 ] |
| Chunsa Film Art Awards                  | 1991 | Mejor actor                                     | Fly High Run Far         | Ganador   |        |
| Chunsa Film Art Awards                  | 1992 | Mejor actor                                     | Fly High Run Far         | Ganador   |        |
| Chunsa Film Art Awards                  | 1993 | Mejor actor                                     | I Will Survive           | Ganador   |        |
| Grand Bell Awards                       | 1989 | Mejor actor                                     | Lost Love                | Ganador   |        |
| MBC Drama Awards                        | 1987 | Gran Premio (Daesang)                           | Love and Ambition        | Ganador   |        |
| MBC Drama Awards                        | 2005 | Premio especial                                 | 5th Republic             | Ganador   |        |
| MBC Drama Awards                        | 2012 | Golden Acting Award - Actor                     | May Queen                | Ganador   |        |
| MBC Drama Awards                        | 2021 | Mejor interpretación                            | The Red Sleeve           | Ganador   | [ 59 ] |
| MBC Drama Awards                        | 2021 | Premio a la gran excelencia, actor en miniserie | The Red Sleeve           | Nominado  |        |
| Festival Internacional de Cine de Moscú | 1993 | Mejor actor                                     | I Will Survive           | Ganador   |        |
| KBS Drama Awards                        | 1994 | Actor más popular                               | Han Myung-hoe            | Ganador   |        |
| KBS Drama Awards                        | 1994 | Gran Premio (Daesang)                           | Han Myung-hoe            | Ganador   |        |
| KBS Drama Awards                        | 1994 | Premio a la gran excelencia, actor              | Han Myung-hoe            | Ganador   |        |
| KBS Drama Awards                        | 2007 | Premio a la gran excelencia, actor              | Dae Jo Yeong             | Ganador   |        |
| SBS Drama Awards                        | 2010 | Mejor actor de reparto en serie especial        | Giant                    | Ganador   |        |
| SBS Drama Awards                        | 2012 | Premio especial, actor en miniserie             | History of a Salaryman   | Ganador   |        |
| SBS Drama Awards                        | 2014 | Premio especial, actor en miniserie             | Wonderful Day in October | Ganador   |        |